# Fabrycy
Fabrycy – imię męskie.
Fabrycy imieniny obchodzi 14 marca, 22 sierpnia.
Osoby o imieniu Fabrycy
- Fabrizio Di Mauro − piłkarz włoski
- Fabrizio Giovanardi − włoski kierowca wyścigowy
- Fabrizio Paolucci −  włoski duchowny, kardynał, z rodu hrabiów Calboli
- Fabrizio Schembri (ur. 1981) − włoski lekkoatleta specjalizujący się w trójskoku
- Piotr Fabrycy Kowalski (1552–1622) − jezuita, tłumacz, autor dzieł teologicznych

Postaci fikcyjne o imieniu Fabrycy
- Fabrycy Vingradito, postać z opery Sroka złodziejka Gioacchino Rossiniego

Osoby o nazwisku Fabrycy
- Andrzej Fabrycy – polski chemik-organik
- Jadwiga Fabrycy – polska działaczka społeczna
- Kazimierz Fabrycy – polski generał dywizji
- Ludwik Fabrycy – polski generał